# Ghirmay Ghebreslassie
Ghirmay Ghebreslassie (14 de novembre de 1995) és un atleta d'Eritrea, especialista en la marató. El 2015 guanyà la medalla d'or en els campionats del món disputats a Pequin, amb la qual cosa es convertí en l'atleta més jove en guanyar una marató als Campionats del món.

## Rècords
| Prova        | Temps      | Lloc       | Data          |
| ------------ | ---------- | ---------- | ------------- |
| 10 km        | 28' 21"    | Göteborg   | 18 maig 2014  |
| 20 km        | 57' 07"    | Copenhague | 29 març 2014  |
| Mitja marató | 1h 00' 09" | Paderborn  | 30 març 2013  |
| Marató       | 2h 07' 47" | Hamburg    | 26 abril 2015 |